# 빅토리아 하이랜더스
빅토리아 하이랜더스는 캐나다 브리티시컬럼비아주 빅토리아를 연고지로 하는 축구팀으로 2011년부터 2019년까지 USL 리그 2에서 뛰었다.